# 日亜修好通商航海条約
日亜修好通商航海条約（にちあしゅうこうつうしょうこうかいじょうやく、日本帝国亜爾然丁共和国修好通商航海条約）とは、日本とアルゼンチンが1898年に結んだ条約。これにより、両国は外交関係を結んだ。

## 概要
1898年2月3日、アメリカ合衆国の首都ワシントンD.C.で星亨とマルティン・ガルシア・メルーにより調印された。1901年7月19日批准、9月18日ワシントンにおいて批准書交換、10月1日に公布。
その後、日本国民がアルゼンチンへ移民として移住したこともあって日亜関係は強まったが、第二次世界大戦において、1944年1月にアルゼンチンが対日断交、さらに1945年3月に対日宣戦布告して一時国交が断絶した。

## 日亜120周年記念行事
2018年2月21日、アルゼンチンにおいてガブリエラ・ミケティ副大統領、アルゼンチンのホルヘ・ファウリエ外務大臣、福嶌駐アルゼンチン日本大使、アラン・ペロー駐日アルゼンチン大使らが出席して日亜修好通商航海条約120周年記念式典が開催された。それ以外にも、日亜両国で300以上に上る記念行事が開催された。